# Bica

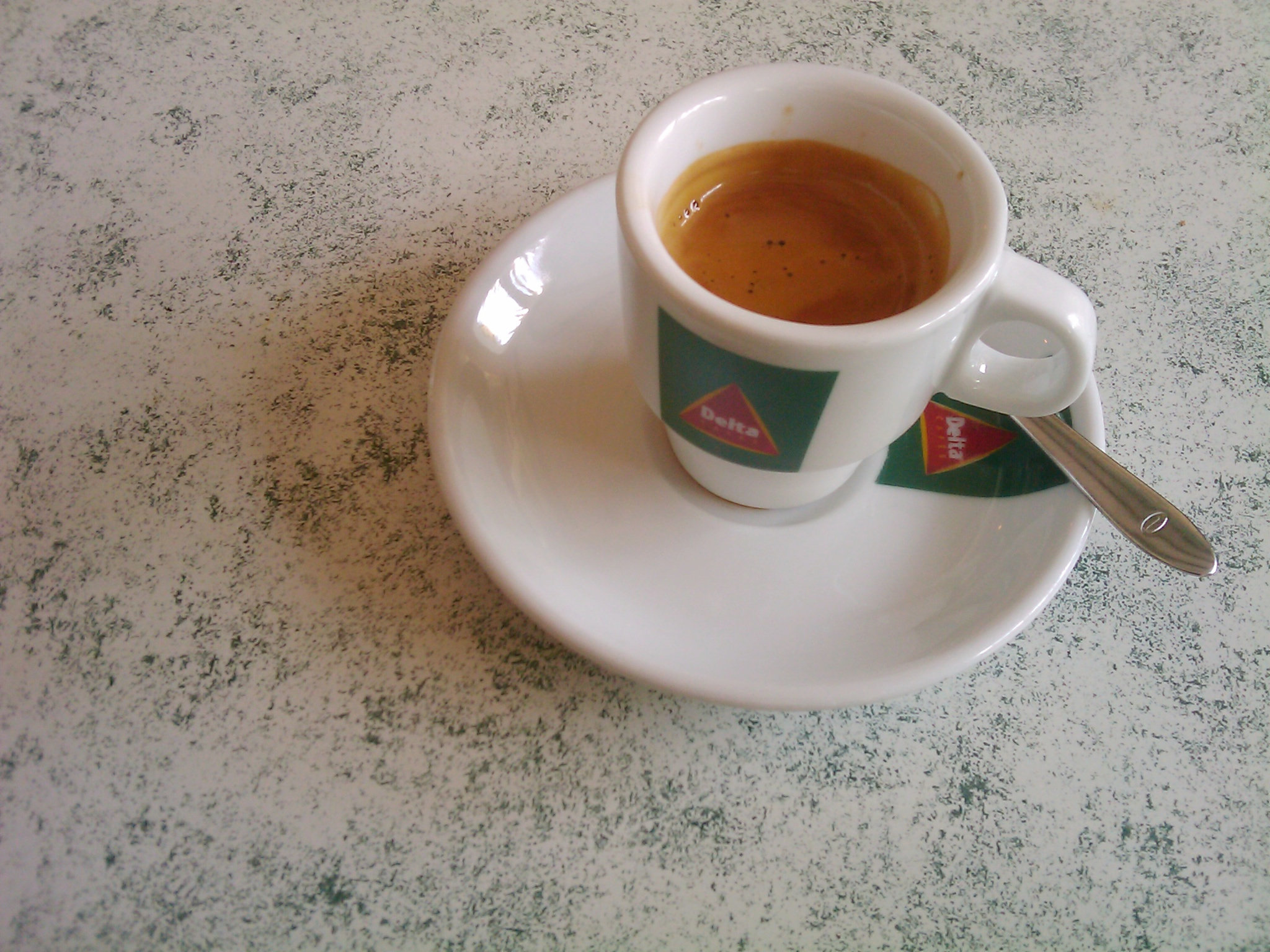
E̩en bica

Een bica is een Portugese espresso die iets zachter van smaak is dan de Italiaanse espresso, omdat de koffiebonen voor bica iets lichter gebrand zijn. Een bica wordt, net als een espresso, gedronken uit een klein kopje. De naam bica wordt gebruikt in het zuiden van Portugal; in het noorden wordt een bica een cimbalino genoemd (La Cimbali is de merknaam van de allereerste espressomachines in Portugal). De Portugezen maken onderscheid tussen een normale bica en een bica cheia of café cheio (volle koffie) met een langere doorlooptijd en dus meer water. De vertaling van bica in het Nederlands is 'tap' en verwijst naar het mondstuk van de espressomachine waar de espresso in een kleine straal uit komt.

## Geschiedenis

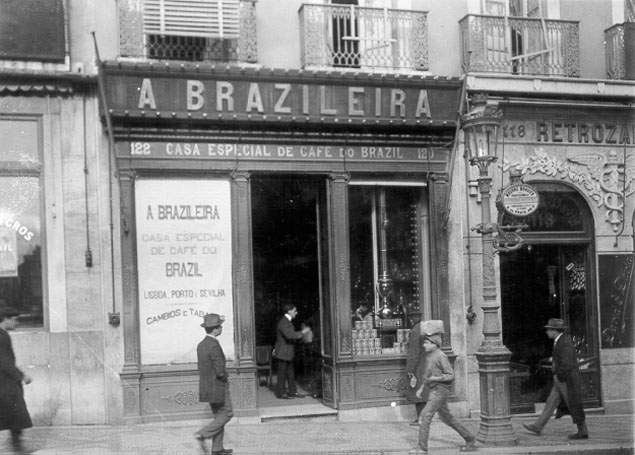
Café A Brazileira in 1911

De eerste winkel die naar eigen zeggen espresso's aanbood onder de naam bica was het beroemde Café A Brasileira in de wijk Chiado in Lissabon. Het koffiehuis werd op 19 november 1905 geopend door Adriano Telles. De bica's werden gemaakt met koffiebonen uit de Braziliaanse staat Minas Gerais. Volgens het café zou de naam bica hier zijn ontstaan toen een gast verse, hete koffie rechtstreeks uit de bica (tap) zou hebben geëist, in plaats van koudere koffie uit een kan. Om reclame te maken voor bica werd het acroniem 'Beba Isto Com Açúcar' (drink dit met suiker) bedacht. De slagzin was zo succesvol dat bica in Portugal synoniem werd met cafézinho (koffie).